# Стрельба в Льеже (2011)
Стрельба в Льеже — массовое убийство, совершенное в бельгийском городе Льеж во вторник 13 декабря 2011 года. Преступление было совершено на автобусной остановке на площади святого Ламбера.

## Стрельба
Во вторник, утром 13 декабря 2011 года, 33-летний Нордин Амрани заметил 45-летнюю домработницу соседей, когда та проходила мимо его двери, и пригласил её зайти, сказав, что хочет предложить ей работу, а затем убил её в своей квартире. После этого преступник, вооружившись несколькими ручными гранатами, полуавтоматической винтовкой FN FAL и револьвером около 12:30 на своем автомобиле приехал в центр города на площадь святого Ламбарда, где на днях открылась ежегодная рождественская ярмарка, и собралось несколько сотен человек.
Амрани вышел из машины, подошёл к автобусной остановке и бросил в собравшихся у неё людей четыре гранаты, а затем он, забежав на крышу булочной, открыл по собравшимся на остановке и площади людям стрельбу из самозарядной винтовки. Спустя некоторое время, около 12:34 по местному времени, Амрани, раненый осколками собственной гранаты, покончил с собой, выстрелив себе в голову (первоначально сообщалось, что он подорвал себя гранатой).
На месте были убиты 4 человека, включая Амрани: 15-летний подросток, его 17-летний друг и 75-летняя женщина, только что вернувшаяся из больницы. Ещё один человек — 2-летний ребёнок — умер в больнице от полученных ранений. 125 человек получили ранения различной степени тяжести, 5 из них находились в критическом состоянии. 23 декабря 2011 скончался один из раненых 20-летний парень, число погибших возросло до семи.

## Преступник
Покончившим с собой убийцей оказался ранее судимый за незаконное хранение оружия и легких наркотиков 33-летний Нордин Амрани (род. 15 ноября 1978 в Брюсселе, Бельгия), чьи родители иммигрировали в Бельгию из Марокко. Нордин не был мусульманином по вероисповеданию и относился к французскоговорящим бельгийцам.
Амрани был сварщиком по профессии и увлекался оружием, научившись ремонтировать многие модели. Амрани имел богатую криминальную биографию. В 2007 он был арестован за незаконное хранение 10 единиц огнестрельного оружия и 3-х килограммов марихуаны
В сентябре 2008 он был приговорён к 4,5 годам тюрьмы. Нордин Амрани получил условно-досрочное освобождение за примерное поведение в октябре 2010 года, но должен был каждый день отмечаться в полиции в течение нескольких лет. В день убийства полицейские его так и не дождались. Вечером 12 декабря 2011 он перевёл все деньги со своего банковского счёта на счёт своей жены со словами «Я люблю тебя, любовь моя. Удачи…»

## Реакция
- Новоизбранный премьер-министр Бельгии Элио ди Рупо посетил место трагедии и описывает стрельбу как «ужасную». Он добавил: «Соболезнуем пострадавшим семьям. Мы разделяем шок с населением»[12][13][14]
- Вилли Демейер, мэр Льежа, осудил нападение и заявил, что оно «посеяло печаль в сердце города».[12]